# Operation Nickel Grass
Operation Nickel Grass var en strategisk luftbro udført af USA for at levere våben og forsyninger til Israel under Yom Kippur-krigen. Military Airlift Command fra U.S. Air Force transporterede 22.325 tons tanks, artilleri, ammunition og forsyninger i C-141 Starlifter og C-5 Galaxy transportfly mellem 12. oktober og 14. november 1973.
Transporterne havde store konsekvenser for resten af verden; de arabiske lande levede op til deres trusler om en fuldstændig olieembargo overfor USA, Holland og Danmark og det var indledningen til Oliekrisen i 1973.

## Operationen
Krigen begyndte den 6. oktober. Den 9. oktober udsendte Israels premierminister Golda Meir en personlig appel om assistance. De vesteuropæiske lande nægtede, fordi de frygtede konsekvenserne for olieforsyningen, men den amerikanske præsident Richard Nixon gik med til at sende hjælp og militære forsyninger. Skibstransport ville være for langsomt, så flyselskaber blev kontaktet, men ingen af dem ville påtage sig opgaven, af frygt for at blive nægtet adgang til de arabiske lande efter krigen. Kun det statslige, israelske flyselskab, El Al, meldte sig. Forsyningerne begyndte at ankomme den 10. oktober, men det stod hurtigt klart, at El Als begrænsede beholdning af de til formålet dårligt beskafne passagerfly, ikke var i stand til at løfte opgaven.
Den 12. oktober beordrede Nixon luftvåbnet til at gå i gang. Men der var stadig politiske problemer som skulle løses; traditionelle europæiske allierede nægtede at tillade landinger for optankning og for overflyvning af deres territorier. Men Portugal var villig til at hjælpe, så flyene blev sendt til Lajes-basen på Azorerne, som siden kom til at spille en nøglerolle i operationen. For at leve op til de europæiske landes betingelser, blev selv amerikansk materiel, som allerede var udstationeret i Europa, først sendt til Lajes, og snart fløj 30 fly dagligt fra Lajes.
Mellem Portugal og Israel var flyene nødt til at følge en meget præcis rute over Middelhavet, nøjagtig på grænsen mellem fjendtlige arabiske lande på den ene side og "neutrale" europæiske lande på den anden. Jagereskorte blev anset som nødvendigt på denne del af ruten, så amerikanske fly fra USA's 6. flåde eskorterede transportflyene ind til omkring 150 miles (241 km) fra Israel, hvor israelske Phantoms og Mirager tog over og eskorterede dem resten af vejen ind til Ben Gurion lufthavnen. Amerikanske krigsskibe var placeret for hver 300 miles (483 km) langs med ruten og et hangarskib for hver 600 miles (966 km). Disse forholdsregler syntes at være retfærdiggjort, da uidentificerede arabiske fly truede over radioen, uden at det dog kom til kamp. Ved ankomsten blev flyene losset af amerikansk og israelsk jordpersonel og ekspederet videre til fronten, hvortil de ankom efter nogle få timer. Israelske reservister var før krigen blevet trænet med amerikansk udstyr.
Samtidigt færgefløj USAF-piloter kampfly til Israel, hvor flyene blev overtaget af Israel ved ankomsten.
Efter problemerne med Operation Nickel Grass, blev både C-141 Starlifter og C-5 Galaxy ombygget til at kunne blive tanket i luften.

## Konsekvenser
Da våbnene endelig nåede frem, havde israelerne igen fået overtaget, men genforsyningen styrkede uden tvivl deres moral. Der var aldrig fare for Israels eksistens, idet Israels kernevåben beskyttede landet mod at blive rendt over ende; af samme grund var sidstnævnte aldrig Egyptens og Syriens krigsmål, men derimod gennem små erobringer at styrke deres forhandlingsposition – for at få de områder tilbage, som Israel besatte i juni 1967. Israel fik efter krigen knyttet USA tættere til sig som strategisk partner; hvor hjælpen fra USA i 1971 var på 634,5 $ (heraf 85 % militærhjælp) femdobledes den efter krigen. I 1976 blev Israel den største modtager af amerikansk hjælp (og ydermere skete et skift væk fra lån og over til gaver) – en position landet har haft lige siden. For USA så regnestykket sådan ud: ganske vist blev to af Sovjetunionens klientstater slået – og det kan have været en positiv udvikling set i et videre koldkrigs-perspektiv -, men USA betalte en høj pris for det. Den arabiske olieembargo og efterfølgende produktionsbegrænsning fik prisen på olie til at galopere i vejret og pålagde USA og dets allierede betydelige økonomiske omkostninger. Alene i 1974 kostede de USA 48,5 mia. $ – svarende til omkring 140 mia. i 2000-dollars, på grund af højere oliepriser og en anslået reduktion af BNP på 2 %. Hertil kommer langtidseffekterne af inflation, reale indtægter og produktionsvækst såvel som langsigtede effekter for investeringer, valutakurssvingninger og andre faktorer. Omkostningerne for OECD-landene var, at deres olieregning steg fra 35 mia. $ i 1973 til mere end 100 mia. $ i 1974. Oliekrisen førte også til alvorlige gnidninger i USA's forhold til nøgle-allierede i Europa og Asien.

## Eksterne links
- Sam McGowan's Airlift History
- Krisinger, Chris J. Operation Nickel Grass – Airlift in Support of National Policy Arkiveret 29. april 2011 hos  Wayback Machine, Aerospace Power Journal, forår 1989.